# Nádasdy-Csontos Elek
Nádasdy-Csontos Elek (Szolnok, 1958. november 18. –) üvegművész.
A klasszikus ólomüvegtől az ún. rézfóliás technikán át a rogyasztott (fusing) üvegig többféle technikával dolgozik. Egyedi üvegtárgyai, reliefjei, szobrai nagyívű képzőművészeti látásmódról tanúskodnak, ugyanakkor az alkalmazott megbízások területén a lakberendezés; magánházak, lakások, irodák díszítésében, egyedi stílusú bútorbetétek,  valamint  átvilágítható térkompozíciók által az élhető tér kialakítása során, egyszerre festői és bravúros technikai megoldásaival a fény transzcendenciáját működtetve alkotja meg különleges atmoszférájú berendezési tárgyait. A nagyobb felületű, szerkezeti elemeket is hordozó főleg építészeti feladatokhoz társuló üvegmunkái leginkább ékesített lépcsőházak, szalonok, bankok, szállodák, paloták, műemlékvédelmi megbízások különböző üvegkupoláit, térelválasztóit, üvegablakait jelentik. Sajátos megoldású építészeti üvegmunkái Magyarország különböző helyein, de a határokon túl is fellelhetőek. Az utóbbi néhány évben (2000-től napjainkig) legtöbbet a Studio C. irodával, Herrer Y. Caesarral, Heuduska Istvánnal, Nagy Andrással dolgozott együtt.

## Életpályája
Tanulmányait Magyarországon, Németországban, Belgiumban végezte. Mesterei többek között: Szász Endre, Szántó Tibor, Baranyó Sándor, Chiovini Ferenc, Koszta Rozália, Molnár József, Detlef Tanz. Kezdetben festészetet tanult, az üvegtervezés többdimenziós hatásának jellegéből adódóan rajztudása és festői látásmódja szervesen beépült kifejezésmódjába. Az 1980-as évektől olajfestményei mellett üvegtárgyak tervezéséhez fogott, majd üvegtervező és kivitelező műhelyt rendezett be. Ettől fogva lehetősége nyílt különböző egyedi technológiák kikísérletezésével újszerű hatásokat elérni az üveg sokrétű megjelenítésében.

## Családi háttér
Három gyermeke van, Csontos Éva (1977) és Csontos Lili (1992), és Csontos János (2014) nős (2012-től) felesége Kiss Borbála díszlet -és jelmeztervező.

## Közéleti szerepvállalása
- 2002 Kisorosziban bizottsági tag
- 2006 önkormányzati (független) képviselő
- 2010–2012 Kisoroszi alpolgármestere
- 2013 képviselő
- 2014.októberétől 2017. januárig Kisoroszi polgármestere. 2017-ben a testülete feloszlatta önmagát, mert nem volt hajlandó lemondani.

Kisoroszi község Ófalurehabilitációs Programjának ötletadója, kidolgozója, 2007-2012 vezetője.
Danubia Televízió kulturális műsorának szerkesztője
- 2006-ban rendkívüli árvíz- és belvízvédekezésben végzett munkájának elismeréseként Ezüst érdemérem állami kitüntetést kapott.

## Díjai, elismerései
Az USA nagykövetsége Fulbright Ösztöndíj lehetőségét ajánlotta fel az Amerikai Nemzetközi Iskola üvegmunkáiért
Tagja az Austrian Art Association-nek.             
Ars Danubiana Visegrád 2009 Alapítvány alapító tagja

## Fontosabb kiállítások
- 1991–2000  Egyéni kiállításai során a világ különböző nagyvárosaiban szerepelt. Sajátságos technikájú, kivételes hangulatú üvegtárgyait Tokió, London, Miami, München közönsége is megismerhette.

Csoportos kiállításokon többek között Jankovics Marcellal, Aknay Jánossal, Deim Pállal, Sváby Lajossal, Dienes Gáborral, Katona Zsuzsával, Makovecz Imrével, Péterfy Lászlóval, Lengyel Ritával, Sándor Miklóssal állított ki.

## Építészeti megbízásai
- 1991 Twins Hotel, Leányfalu – beltéri üvegkompozíció
- 1992 Provincia Hotel, Szentendre – beltéri üvegkompozíció
- 1993 Flamenco Hotel, Colombus Kávézó – térkompozíció
- 1994 Cooptourist Idegenforgalmi Rt. Bp, Blaha Lujza téri irodája – üvegkupola

OTP Bank NyRt. Patkó utcai fiók, Budaörs – üvegkupola
Termin Bróker Kft. Akadémia utcai Iroda – üvegablakok, egyedi világítótestek, üvegmozaik
- 1995 Anno étterem és kávéház Bp. – térelválasztó üvegkompozíció
- 1996 Co-Nexus Rt. Pihenőháza, Leányfalu – egyedi világítótestek, üvegablakok

Grand Casino Bp. – főbejárat üvegajtaja, üvegoszlop, álmennyezeti üvegkompozíció, egyedi világítótestek
Budapest Bank Rt. Alkotmány utcai székháza – egyedi világítótestek
- 1997 Treasure Island étterem Bp. – térelválasztó üvegkompozíciók

Polgár Galéria és Aukció ház Váci utcai fiókja – üvegkupola
Binder Rt. Donát utcai székháza – üvegkupola
- 1998 Képíró étterem Bp. – üvegfalak

Konzumbank Rt. Tüköry utcai székháza – térelválasztó
Rózsakert bevásárlóközpont, Marilyn szépségszalon – üvegajtók
Mammut I. üzletház Rt. – főbejárati világító üvegoszlop
- 1999 Chemical Future Kft. Bp. Kén utcai kutatólaboratóriuma – üvegmurál

Tortech Nemzetközi Vagyonkezelő Rt. Bp. egyedi világítótestek, beltéri üvegkompozíciók
- 2000 Amerikai Nemzetközi Iskola, Nagykovácsi – beltéri üvegkompozíciók

Kisoroszi Katolikus templom Magyarország címere  üvegmozaik   
- 2001 Ybl-palota, Bp. – fő-és díszlépcsőház üvegkupolája
- 2002 Francia Nemzetközi Iskola, Bp. – beltéri üvegkompozíciók
- 2003 Hotel Gellért, söröző, Bp – beltéri üvegkompozíciók

Egészségügyi, Szociális és Családügyi Minisztérium Bp. – főbejárati világítótest
Kisoroszi református templom – üvegablak
- 2004 National Székház, Nagyvárad – üvegablakok
- 2005 Gilain Trading Kft. Páty – üvegablakok
- 2006 National Székház, Nagyvárad – üvegmennyezetek
- 2007 Transylvania Srl. Nagyvárad – üvegfal, üvegablakok
- 2008 Társasház, Bp. Németvölgyi u. – 11 db üvegszobor

Big Ben Club és Casino, Győr – üvegmennyezet, üvegoszlop, ablakok
- 2010 Kisoroszi Önkormányzati Hivatal homlokzata  – Kisoroszi község címere, üvegrelief
- 2011 Ügyvédi iroda (Budapest) Aulich utca – üvegajtók
- 2011–2012 Vadászház Zsolna (Zilina, Szlovákia) – üvegajtók, üvegablakok
- 1986–2012 Családiházak, magánmegbízások üvegmunkái